# بوزیوروو
بوزیوروو (به لاتین: Buzyurovo) یک منطقهٔ مسکونی در روسیه است که در باشقیرستان واقع شده‌است.